# Brevipalpus hernandiae
Brevipalpus hernandiae är en spindeldjursart som beskrevs av De Leon 1965. Brevipalpus hernandiae ingår i släktet Brevipalpus och familjen Tenuipalpidae. Inga underarter finns listade.